# New York AO Krete
O New York AO Krete foi um time de futebol com sede em Nova York.

## História
Em 24 de junho de 1984, o clube derrotou o Chicago Croatian na final e foi o campeão da National Challenge Cup de 1984 . 

## Títulos
- National Challenge Cup
  - Vencedor (1) : 1984